# Środoń
Środoń – wieś w Polsce położona w województwie mazowieckim, w powiecie płockim, w gminie Nowy Duninów.
Wieś wchodzi w skład sołectwa Środoń-Brzezinna Góra wchodzą wsie Środoń i Brzezinna Góra.
W latach 1975–1998 miejscowość administracyjnie należała do województwa płockiego.